# Candillargues

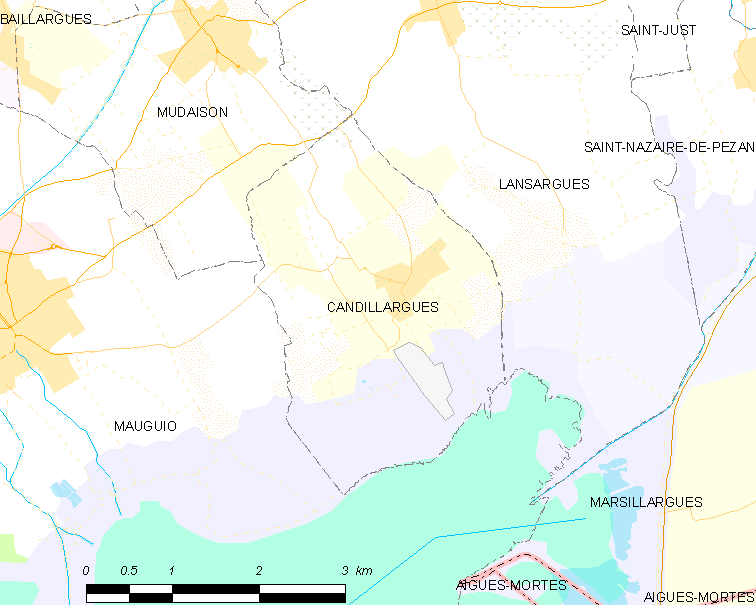
Mapa

 Candillargues  es una población y comuna francesa, situada en la región de Occitania, departamento de Hérault, en el distrito de Montpellier y cantón de Mauguio.

## Demografía
| 114                       | 143 | 132 | 120 | 198 | 191 | 171 | 190 | 179 | 134 | 176 | 181 | 163 | 150 | 187 | 201 | 266 | 284 | 267 | 303 | 301 | 293 | 304 | 304 | 321 | 302 | 286 | 311 | 292 | 476 | 687 | 1 143 | 1 255 | 1 631 |
| (Fuente: INSEE y Cassini) |     |     |     |     |     |     |     |     |     |     |     |     |     |     |     |     |     |     |     |     |     |     |     |     |     |     |     |     |     |     |       |       |       |